# Neodixa minuta
Neodixa minuta är en tvåvingeart som först beskrevs av Tonnoir 1924.  Neodixa minuta ingår i släktet Neodixa och familjen u-myggor. Inga underarter finns listade i Catalogue of Life.